# Short Message Peer to Peer
| Anwendung  | SMPP            | SMPP            | SMPP            | SMPP            | SMPP            |
| Transport  | TCP             | TCP             | TCP             | TCP             | TCP             |
| Internet   | IP (IPv4, IPv6) | IP (IPv4, IPv6) | IP (IPv4, IPv6) | IP (IPv4, IPv6) | IP (IPv4, IPv6) |
| Netzzugang | Ethernet        | Token Bus       | Token Ring      | FDDI            | …               |

Short Message Peer to Peer (kurz SMPP) ist ein Protokoll zur Übertragung von Daten über ein Netzwerk. Es wird eingesetzt, um SMS-Kurznachrichten von einem Netzelement (External Short Message Entity) zu einem Short Message Service Centre (SMSC) zu übertragen. 
Neben dem Übertragen einer Kurznachricht werden auch folgende Operationen unterstützt:
- Statusabfrage
- Rückholung einer Kurznachricht für den Fall, dass diese noch nicht gelesen wurde
- Ersetzen einer Kurznachricht durch eine andere
- Lesebestätigung